# تالار شهر تارتو
تالار شهر تارتو (به انگلیسی: Tartu Town Hall) مرکز حکومت در شهر تارتو، استونی است.
این ساختمان که در سال ۱۷۸۹ تاسیس شده در اصل سومین ساختمانی است که به‌عنوان تالار شهر در همین مکان ساخته شده. پس از آتش‌سوزی بزرگ تارتو در ۱۷۷۵ ساختمان فعلی در سال‌های ۱۷۸۲ تا ۱۷۸۹ طراحی و ساخته شده‌است.

## نگارخانه

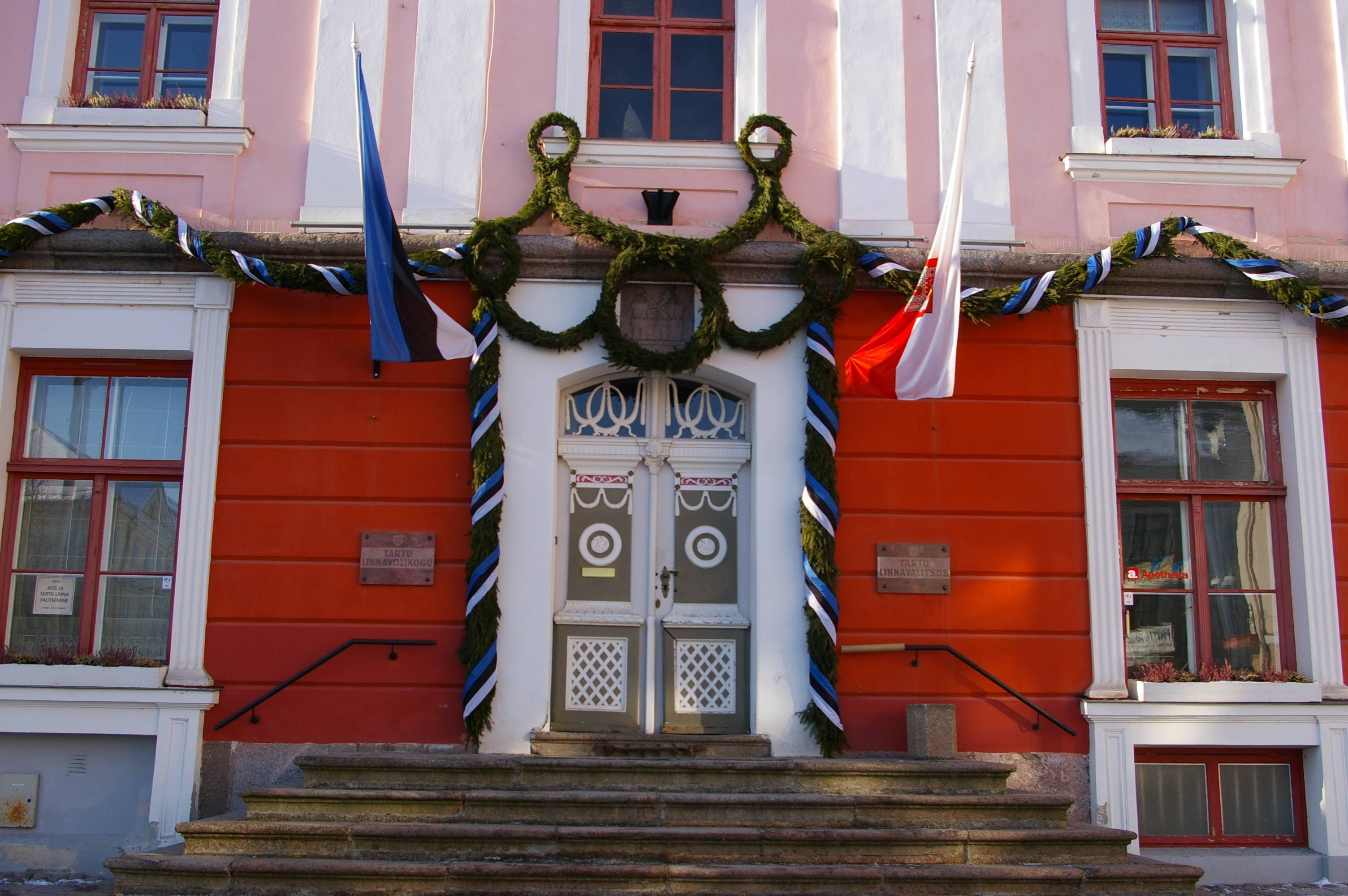
ورودی تالار شهر تارتو
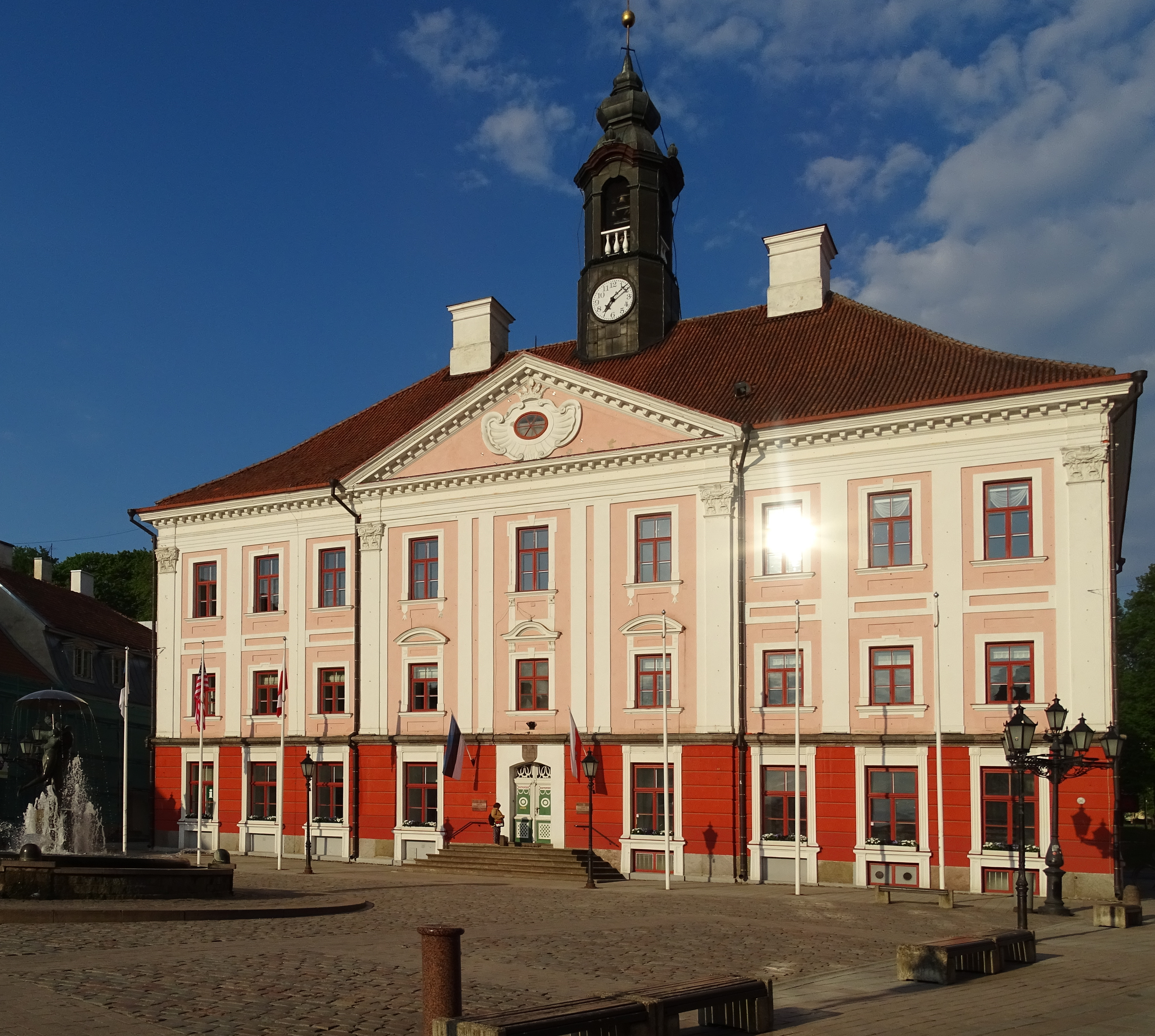
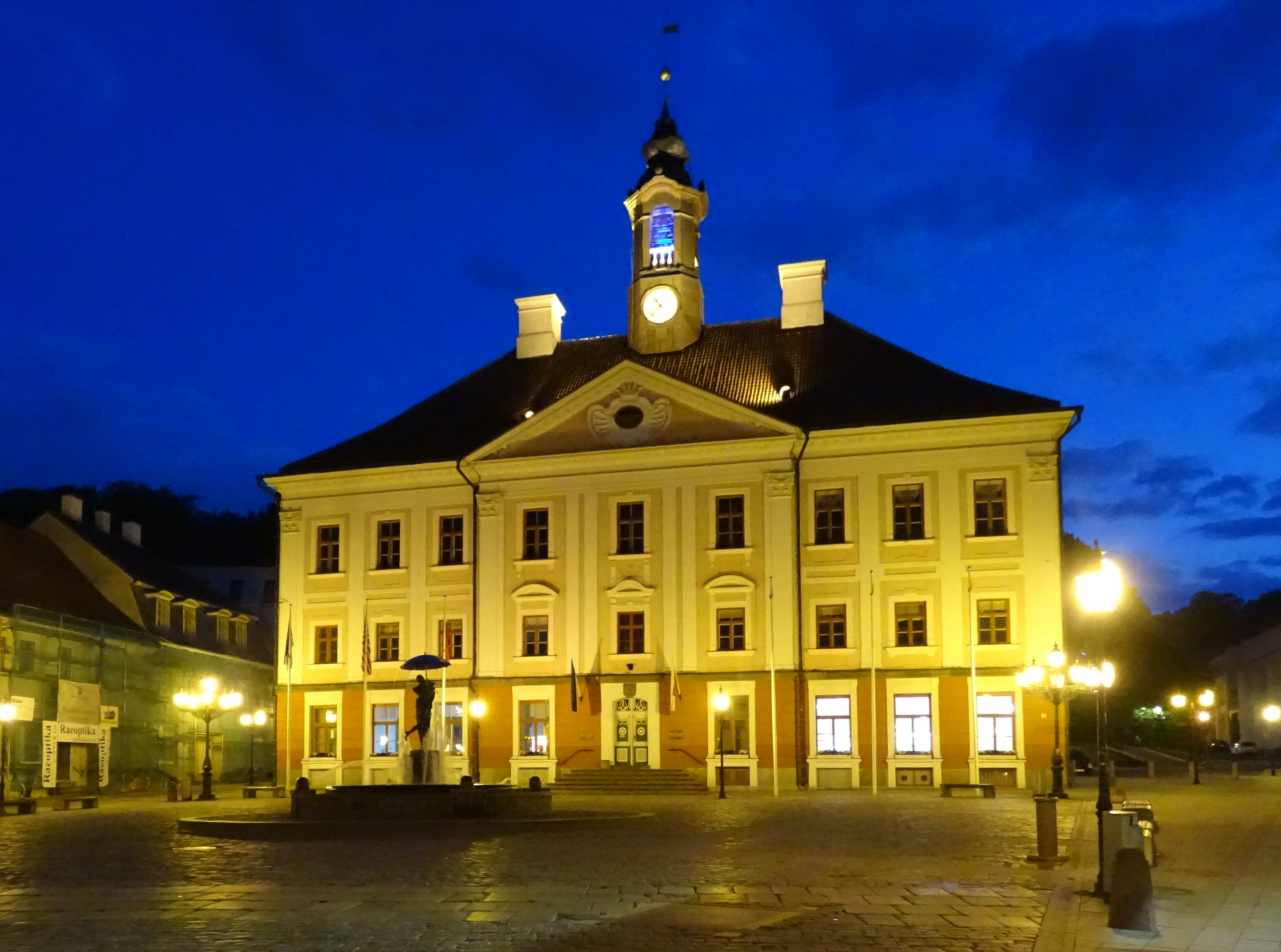
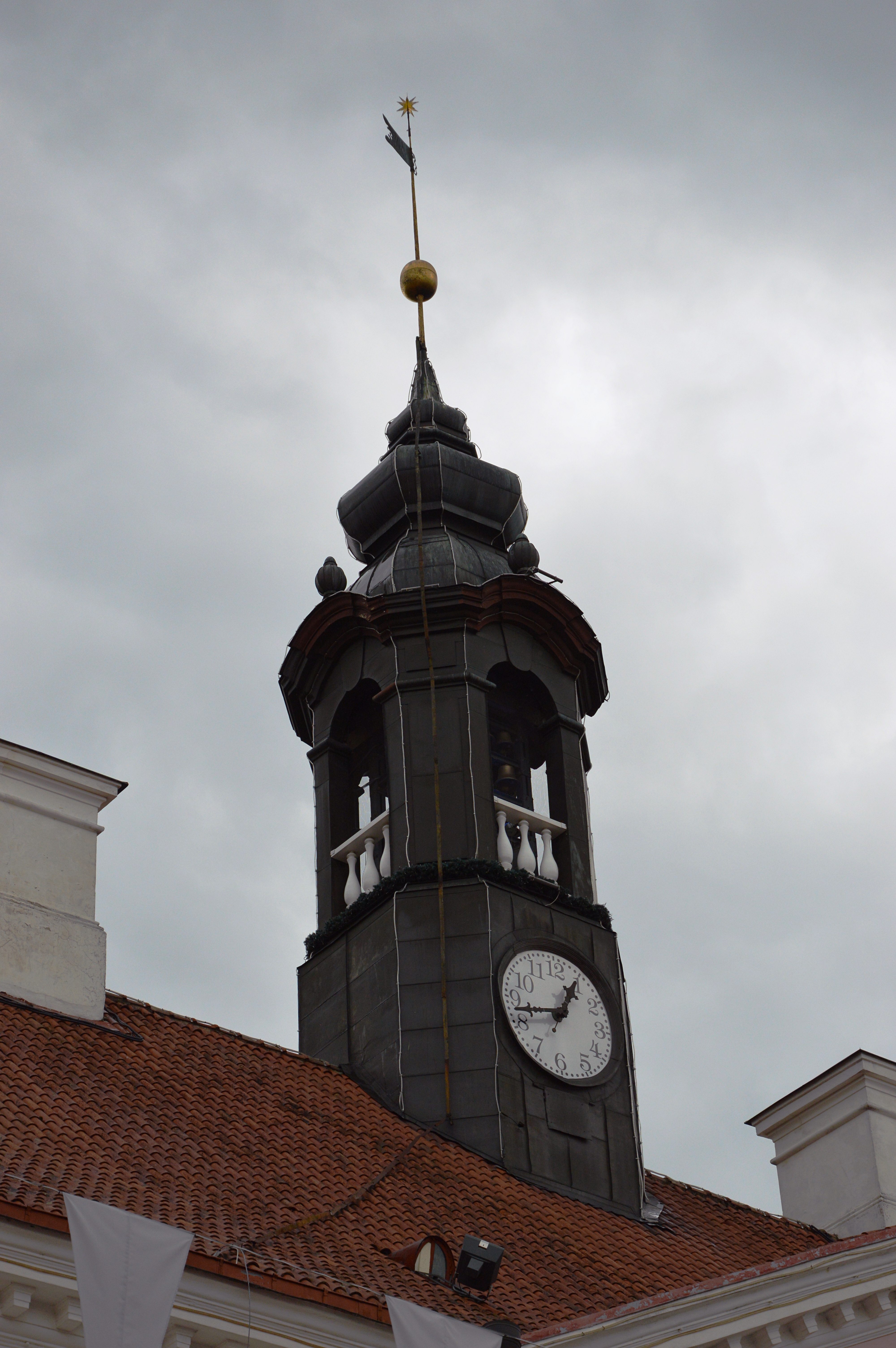
برج و ساعت تالار شهر